# Guitar Slinger (Vince Gill)
Guitar Slinger è il dodicesimo album in studio del musicista country statunitense Vince Gill. È stato pubblicato il 25 ottobre 2011 tramite MCA Nashville. È stata pubblicata anche un'edizione deluxe con tre tracce bonus.
Il singolo principale Threaten Me with Heaven ha ricevuto una nomination ai Grammy Awards 2012 per la Miglior canzone country, oltre ad una nomination per la Canzone dell'anno agli Academy of Country Music Awards.

## Tracce
1. Guitar Slinger – 4:05
2. Tell Me Fool – 4:05
3. Threaten Me with Heaven – 5:31
4. When the Lady Sings the Blues – 4:34
5. Who Wouldn't Fall in Love with You – 4:58
6. When Lonely Comes Around – 3:45
7. True Love (feat. Amy Grant) – 4:44
8. Bread and Water – 4:44
9. Billy Paul – 3:52
10. The Old Lucky Diamond Motel – 3:39
11. If I Die – 3:40
12. Buttermilk John (feat. the Time Jumpers) – 6:20